# Hexatoma (Eriocera) walayarensis
Hexatoma (Eriocera) walayarensis is een tweevleugelige uit de familie steltmuggen (Limoniidae). De soort komt voor in het Oriëntaals gebied.